# Valentina Goenina

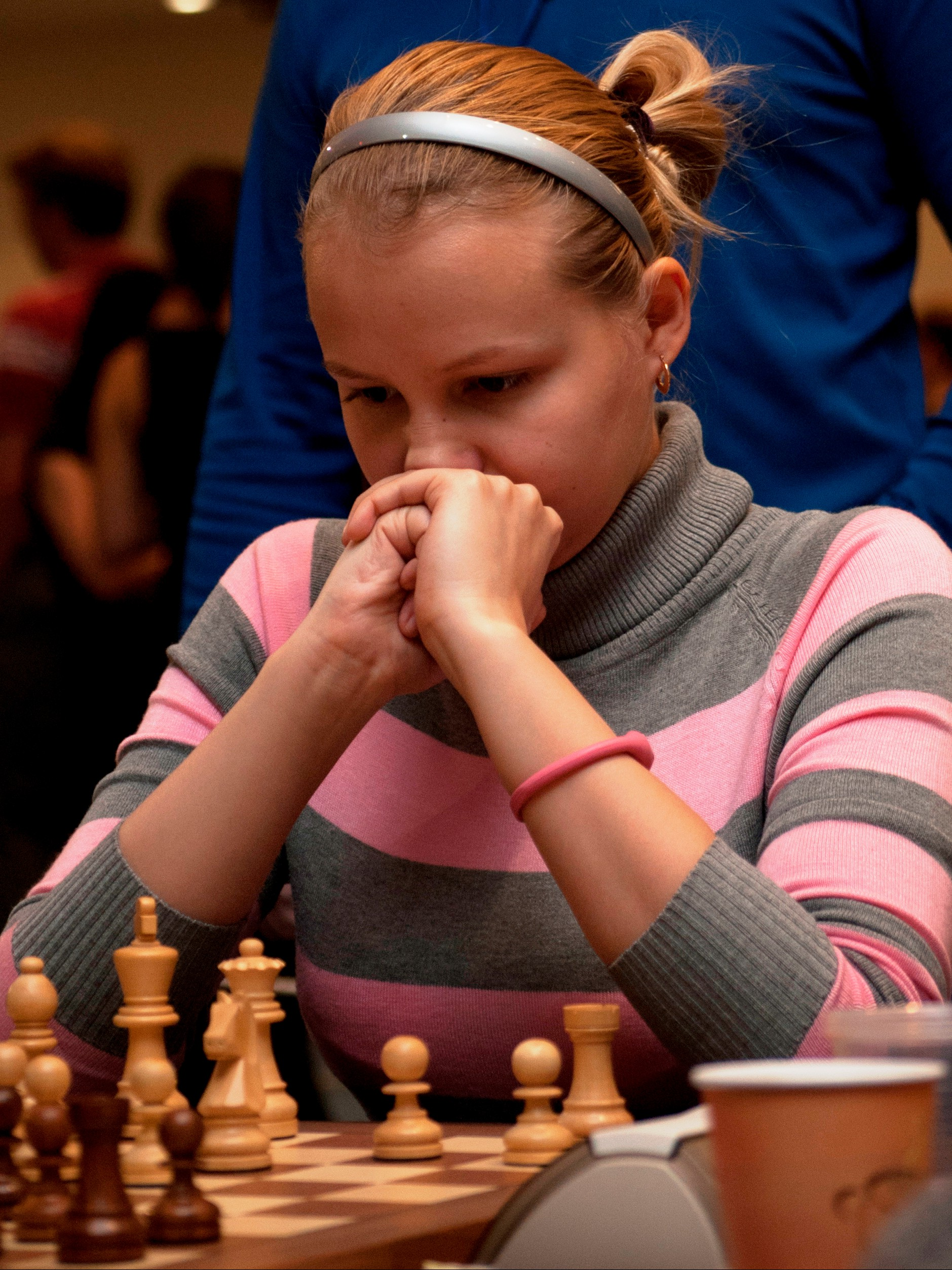
Valentina Goenina (2011)

Valentina Jevgenievna Goenina (Russisch: Валентина Евгеньевна Гунина) (Moermansk, 4 februari 1989) is een Russische schaakster met de titels Internationaal Meester (IM; sinds 2011) en grootmeester bij de vrouwen (WGM; sinds 2010). 
In maart 2012 won ze het vrouwentoernooi van het Europees kampioenschap schaken in Gaziantep (8,5 punt uit 11 partijen), en behaalde ze met het Russische vrouwenteam de eerste plaats in de 40ste Schaakolympiade in Istanboel.  
In juni 2012 won ze het wereldkampioenschap blitzschaken bij de vrouwen. 

## Eerdere resultaten
- In 2000 werd Goenina Europees kampioen in de categorie tot 12 jaar (in Kallithea), in 2003 in de categorie tot 14 jaar (Kallithea), in 2004 in de categorie tot 16 (in Ürgüp) en in 2007 in de categorie tot 18 (in Kemer).
- In 2005 eindigde ze als negende bij het Russische kampioenschap schaken voor vrouwen.
- In 2006 en 2008 won ze de kwalificatie voor het Russische vrouwenkampioenschap.
- In 2009 werd ze derde bij het Russische vrouwenkampioenschap in Moskou.
- Bij het Europees schaakkampioenschap voor landenteams in 2009 (in Novi Sad) won ze met het Russische vrouwenteam en bij de individuele kampioenschappen eindigde ze als derde.
- In 2010 werd bij de Schaakolympiade met grote voorsprong het Russische vrouwenteam eerste. Goenina had hieraan 6,5 punten uit 7 partijen bijgedragen.
- In 2011 won ze met 6,5 punt uit 9 partijen de superfinale van het Russische vrouwenkampioenschap.[1]
- Eveneens in 2011 won ze met het Russische vrouwenteam het Europees schaakkampioenschap voor landenteams.
- In 2016 werd ze met het Russische vrouwenteam vierde op de in Bakoe gehouden 42e Schaakolympiade; ze speelde aan het tweede bord.
- In 2017 won ze met het Russische vrouwenteam het Wereldkampioenschap schaken voor landenteams.

## Open brief
Samen met 43 andere Russische topschakers tekende Goenina een open brief aan de Russische president Vladimir Poetin waarin werd geprotesteerd tegen de Russische invasie van Oekraïne in 2022 en solidariteit met de Oekraïense bevolking werd geuit.